# Wiesław Oleszek
Wiesław Aleksander Oleszek (ur. 27 lutego 1948) – polski profesor nauk rolniczych. Specjalizuje się w zagadnieniach z zakresu fitochemii. Członek korespondent krajowy Polskiej Akademii Nauk od 2010 roku. Pracownik oraz dyrektor Instytutu Uprawy, Nawożenia i Gleboznawstwa Państwowego Instytutu Badawczego.
Absolwent Uniwersytetu Marii Curie-Skłodowskiej w Lubline (kierunek: fizyka, rocznik 1975). Doktoryzował się w 1985 roku, habilitację uzyskał w 1991 roku na podstawie pracy zatytułowanej "Saponiny korzeni lucerny siewnej, budowa chemiczna, aktywność biologiczna, oznaczanie". 
Tytuł profesora nauk rolniczych nadano mu w 1997 roku.

## Nagrody i wyróżnienia
Uhonorowany m.in.:
- Zespołową Nagrodą Wydziału Nauk Rolniczych, Leśnych i Weterynaryjnych PAN (1989),

- Indywidualną Nagrodą Wydziału Nauk Rolniczych, Leśnych i Weterynaryjnych PAN (2001),
- Nagroda Prezesa Rady Ministrów (2024)
- Srebrnym, oraz Złotym (2000)[3] Krzyżem Zasługi,
- Krzyżem Kawalerskim Orderu Odrodzenia Polski (2024)[4]
- Odznaką Zasłużony dla Rolnictwa,
- Odznaką honorową za „Zasługi dla Rozwoju Gospodarki Rzeczypospolitej Polskiej”.
- Medalem im. Michała Oczapowskiego  Wydziału II Nauk Biologicznych i Rolniczych PAN (2021)
- Odznaką Honorową Zasłużony dla Powiatu Puławskiego